# Dashdendev Makhashiri
Dashdendev Makhashiri (13 de janeiro de 1969) é um antigo atleta mongol, especialista em lançamento do disco. Foi vice-campeão asiático nos Campeonatos Asiáticos de 1998, disputados em Fukuoka. Foi medalha de bronze nas três primeiras edições dos Jogos da Ásia Oriental, em 1993, 1997 e 2001. 
Em 1997 estabeleceu a sua melhor marca pessoal, com 60.14 metros, que é recorde da Mongólia.